# Macuquina

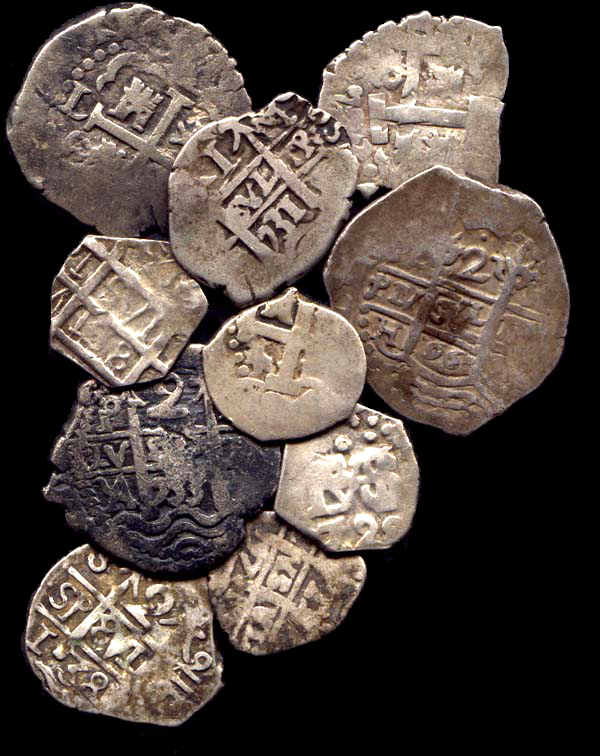
Macuquinas

Con el nombre de macuquina se conoce en España y en la América Española al tipo de moneda acuñada toscamente en forma manual y a golpes de martillo, método ampliamente utilizado desde el siglo XVI hasta mediados del siglo XVIII. Existen diversas opiniones sobre el origen de la palabra: mientras algunas sostienen que proviene del vocablo árabe "machuch" ('aprobado' o 'sancionado'), otras afirman que proviene de la expresión quechua Makkaikuna —o macay cuna—, que haría referencia a su fabricación a martillazos.

## Origen
Aunque la acuñación de monedas en forma manual y a golpes de martillo ha sido utilizada por la humanidad desde el segundo milenio A.C hasta el siglo XVI de nuestra era y fue el sistema más empleado anteriormente en todo el mundo para elaborar monedas, esto no explica directamente por qué ya tan avanzado el tiempo, existieron monedas de ese tipo en América, dado que tanto Mexicas como Incas, ya labraban el oro y la plata de manera artesanal y correcta.
Por otro lado, la ausencia de maquinaria moderna para acuñar moneda, fabricada fuera de España, y las necesidades del comercio en dichos territorios causaron la aparición de las macuquinas. La urgente necesidad de monedas en América Latina desde los inicios del siglo XVI motivó la apertura de cecas como la Casa de Moneda de México, fundada en 1536 por el primer Virrey Antonio de Mendoza y Pacheco; la Casa de Moneda de Lima en 1565 ordenada por el gobernador provisional Lope García de Castro y la Real Casa de Moneda de Potosí, todas antes del año 1600, a efectos de aprovechar la gran producción de plata y oro de tierras americanas con el fin de acuñar moneda indispensable tanto para pagar tributos a la Corona española como para el tráfico mercantil de las colonias.
La acuñación en varios sitios de Europa ya era ejecutada mediante la "prensa de volante", aparato de gran tamaño y complejidad inventado en Italia en el siglo XVI donde discos metálicos eran grabados y cortados por ambos lados mediante una prensa. No obstante tales máquinas, complejas para su época y de fatigoso transporte, no fueron disponibles en América sino hasta empezado el siglo XVIII y los primeros siglos de la colonización española fueron sustentados en la moneda macuquina.

## Manufactura
Para fabricar moneda macuquina se empleaban los siguientes procedimientos:
- El metal era fundido y luego convertido en láminas mediante golpes de martillo. Después de ello se recortaban los cospeles de modo artesanal y se grababan los cuños manualmente sobre la superficie de cada cospel, agregando también del mismo modo las siglas del ensayador (que aseguraba el peso y ley de la moneda) y la fecha de la acuñación.
- Se colocaba una plancha de metal dúctil entre dos cuños y con un martillo se golpeaba el cuño superior para grabar una imagen en el lado superior de la plancha, luego se repetía la operación en el cuño inferior de manera más tosca, acabando de colocarse detalles en la moneda mediante un simple punzón. Una vez terminado este procedimiento, se cortaban manualmente las secciones del metal dúctil y se obtenían pequeñas piezas de borde bastante irregular (debido a la propia constitución del metal): las monedas propiamente dichas.

Otra forma de obtenerlas era cortar a golpe de martillo porciones del extremo de una barra metálica para obtener fragmentos para batirlos posteriormente y obtener los que vendrían a ser cospeles para luego estamparles a golpe el troquel.
A eso se agrega que los talladores de cada ceca eran los encargados de elaborar los cuños oficiales según los modelos traídos de España (que como moldes deberían ser aplicados a cada cospel) y la propia elaboración de los cuños solía ser defectuosa por falta de pericia del tallador o por imperfecciones en la pureza del metal del cospel. La mala calidad de los cuños y su aplicación manual causaban que las siglas del ensayador (requisito ordenado por las leyes españolas) no siempre aparecieran sobre la moneda o que faltase la fecha de emisión, con lo cual resultaba imposible conocer quién era el ensayador responsable de los defectos que pudieran descubrirse en cada pieza.
Asimismo las macuquinas, como siempre, rara vez tenían forma totalmente redonda (la mayoría tenían forma de corazón, de rombo, o de cuadrado), de modo que la gráfila (el cerco alrededor del anverso y reverso) no salía completa y con ello era fácil cercenar las monedas cortando de éstas minúsculos trozos de plata y oro a la vez que se mantenían en circulación al no poder determinarse si la falta de bordes era fruto de un defecto común de la moneda, o si esto sucedía porque el metal de la moneda había sido cercenada dolosamente por alguien. De hecho, al ser todas las monedas circulantes de plata u oro, el cercenamiento de estas monedas era altamente rentable, aunque atacaba el valor intrínseco de cada pieza que estaba totalmente ligado a la cantidad de metal precioso contenido en ella.

## Desaparición de las macuquinas en América
El cercenamiento de las monedas era una práctica habitual a lo largo de la historia. No fue una excepción el caso de España y sus colonias americanas, pero al implicar una reducción en la cantidad del metal precioso de cada moneda era evidente el daño que esta práctica causaba a la economía, pues no existía fiabilidad alguna sobre la autenticidad y valor intrínseco de las monedas supuestamente garantizadas por la Corona, y las propias piezas monetarias no siempre tenían el mismo valor señalado en su denominación facial (un real español, 2, 4 u ocho reales en el caso de las monedas de plata). Esta situación era compensada por el hecho que al tratarse de un producto totalmente artesanal, las macuquinas no requerían de maquinaria compleja para su producción, ni de un taller especial para tal objetivo, tampoco era necesario contar con operarios altamente especializados e inclusive se ahorraba combustible al no ser necesaria más que una sola fundición de la cual se aprovechaba todo resto de metal.
El enorme flujo de monedas de plata y oro hacia España desde América, en parte como tributo y en parte por motivos de comercio, aumentaba la gravedad del problema en tanto la cantidad de moneda española macuquina de la metrópoli era aumentada por las piezas virreinales, perjudicando el valor del circulante español en Europa. A ello se une que en las cecas españolas de América la macuquina era la única unidad monetaria emitida por la autoridad estatal, e inclusive en Venezuela la propia Compañía Guipuzcoana acuñó en el siglo XVIII sus propias macuquinas de plata con autorización del monarca, de tan mala calidad como las demás.
Tal situación estimuló a la Corona española a ordenar desde mediados del siglo XVI la progresiva mecanización de todas las cecas de sus dominios en la península ibérica, así como las demás naciones europeas empezaban a aplicar la fabricación de monedas por procedimiento mecánico. España empezó con la ceca de Segovia en 1585, donde se estableció por orden del rey Felipe II la acuñación a rodillo, y luego en el siglo XVII se impuso en las cecas peninsulares la acuñación por prensa de volante. Este método fue el que se estableció en las cecas de los virreinatos españoles de América, desde 1730, empezando por la Casa de Moneda de México, para eliminar la emisión de macuquinas; pese a la oposición de los funcionarios que obtenían beneficios con la acuñación de estas monedas tan fáciles de cercenar o adulterar.
La excepcional riqueza de las minas de plata americanas fue un elemento que determinaba un volumen enorme de acuñación de monedas; esto a su vez era un estímulo para que los funcionarios de la Corona se aprovecharan ilegalmente del cercenamiento o adulteración de macuquinas y así procurasen retrasar por todos los medios la aplicación de las órdenes del Rey en las colonias americanas. Muestra de ello fue el escándalo surgido en la ciudad de Potosí (actual Bolivia) a mediados del siglo XVII cuando funcionarios de la ceca adulteraron gran cantidad de monedas a lo largo de los años, agregando menor plata de la debida en las piezas acuñadas.
Pese a estos casos, el nuevo sistema fue adoptado en los años siguientes por todas las colonias hispanas hasta que el año 1767 tras gran resistencia y muchas demoras la Real Casa de Moneda de Potosí acuñó las últimas macuquinas del imperio colonial español dando paso a la fabricación mecanizada de monedas.
Hoy en día, las macuquinas son comercializadas en un estado VF a F, ya que son muy pocos los coleccionistas que las tienen en la calidad UNC o "flor de cuño".